# Švermov
Švermov je okrajová čtvrť, část statutárního města Kladno v okrese Kladno ve Středočeském kraji. na severu města Kladno v údolí Týneckého potoka. Původně samostatné obce Motyčín a Hnidousy (dnes jsou to katastrální území Švermova) byly roku 1949 sloučeny pod jménem Švermov (na počest Jana Švermy, který zde však paradoxně nikdy nebyl).

## Historie

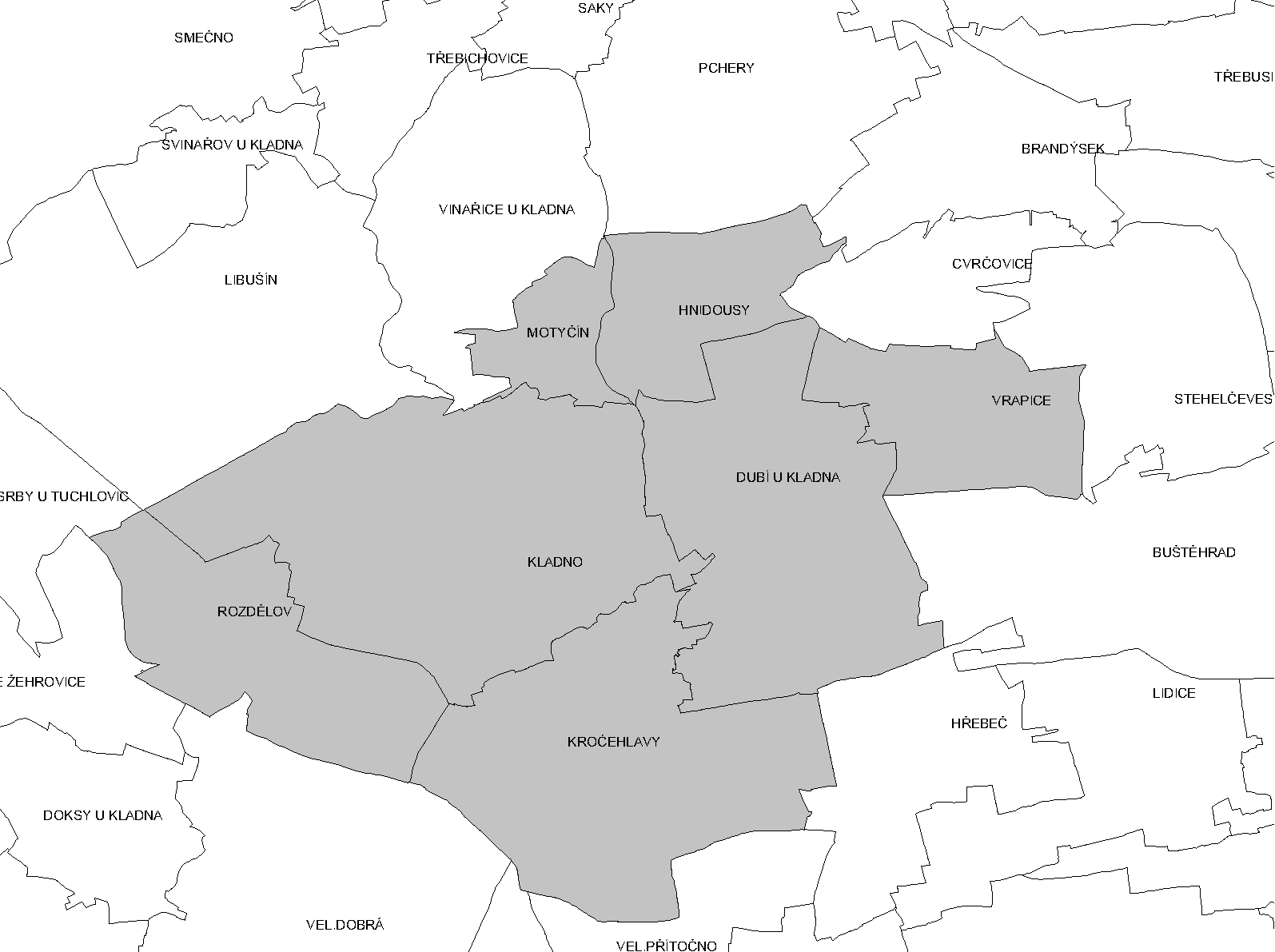
Katastrální území Kladna

Dvě zemědělské usedlosti, Hnidousy a Motyčín, od sebe dělil asi kilometr polností. Hnidousy jsou historicky zřejmě o něco starší, první zmínka o nich pochází již z roku 1282, kdy byla jejich část zmiňována jako majetek Vyšehradské kapituly. O Motyčíně existuje první zmínka až z let 1530–1540 u příležitosti prodeje motyčínského dvora Volfu Bořitovi z Martinic.
Rozvoj obou obcí nastal spolu s objevem černého uhlí. V obou obcích vznikaly hornické kolonie, v Hnidousích například kolem dolu Ronna, otevřeného v roce 1882. Ještě v roce 1847 bylo v Motyčíně uváděno 22 domů a 139 obyvatel, v Hnidousích 29 domů a 203 obyvatel. Na konci století, v roce 1900, měl Motyčín již 355 domů s 4 026 obyvateli, Hnidousy 191 domů s 2 647 obyvateli. Výstava pokračovala i v době první republiky, před vypuknutím druhé světové války žilo v Motyčíně 4 633 obyvatel v 764 domech a v Hnidousích 3 150 v 456 domech.
Obě obce dělila jen silnice z Kladna na Pchery, splývaly vlastně v jednu. Proto roku 1919 podali Motyčínští návrh na sloučení s tím, že by se nová obec jmenovala Motyčín. To ale u hnidouských neprošlo. V roce 1922 byly Hnidousy povýšeny na městys a zároveň s tím byl obnoven návrh na sloučení Hnidous a Motyčína. Ke sloučení ale opravdu došlo až v roce 1949 pod úplně novým názvem: Švermov.
„Nová“ obec se dále rozvíjela a 1. ledna 1980 se stala součástí Kladna. Po listopadu 1989 se objevily návrhy na přejmenování této čtvrti, název ale zůstal.

## Obyvatelstvo
| Rok            | 1869  | 1880  | 1890  | 1900  | 1910  | 1921  | 1930  | 1950  | 1961  | 1970  | 1980  | 1991  | 2001  | 2011  | 2021  |
| -------------- | ----- | ----- | ----- | ----- | ----- | ----- | ----- | ----- | ----- | ----- | ----- | ----- | ----- | ----- | ----- |
| Počet obyvatel | 1 317 | 2 175 | 3 458 | 6 493 | 7 263 | 6 539 | 7 011 | 6 426 | 6 412 | 5 635 | 4 936 | 4 258 | 4 694 | 4 854 | 5 038 |
| Počet domů     | 136   | 231   | 316   | 555   | 675   | 757   | 1 077 | 1 271 | 1 427 | 1 431 | 1 368 | 1 435 | 1 440 | 1 522 | 1 676 |

## Obecní správa
Při sčítání lidu v letech 1949–1979 Švermov byl samostatnou obcí a roku 1968 městem v okrese Kladno. Od 1. ledna 1980 je částí statutárního města Kladno ve stejnojmenném okrese.

## Pamětihodnosti
- Kostel svatého Mikuláše – v Hnidousích, secesní z počátku 20. století
- kaplička – v Motyčíně
- Jasan v Motyčíně – památný strom

## Partnerská města
- Karviná
- Josefův Důl (okres Jablonec nad Nisou)
- Starý Plzenec
- Ostrava
- Rtyně v Podkrkonoší